# 머더 미스터리 2
《머더 미스터리 2》(영어: Murder Mystery 2)는 2023년 공개된 미국의 액션 코미디 미스터리 영화이다. 제러미 개럴릭이 감독을 맡았으며, 2019년 영화 《머더 미스터리》의 속편이다.

## 출연
- 애덤 샌들러 - 닉 스피츠 역
- 제니퍼 애니스턴 - 오드리 스피츠 역
- 마크 스트롱 - 코너 밀러 역
- 멜라니 로랑 - 클로데트 주베르 역
- 조디 터너스미스 - 세쿠 백작 부인 역
- 존 카니 - 찰스 울렝가 대령 역
- 쿠후 버마 - 사이라 고빈단 역
- 다니 분 - 로랑 들라크루아 수사관 역
- 아딜 아흐타르 - 비크람 시반 고빈단 마하라자 역
- 엔리케 아르세 - 프란시스코 페레스 역
- 주린 비야누에바 - 이마니 역
- 질리언 벨 - 수전 역
- 토니 골드윈 - 론 실버폭스 역
- 애니 머멀로 - 실버폭스 부인 역
- 카를로스 폰세 - 시츠 헬리콥터 조종사 역